# Musi (Botswana)
Pour les articles homonymes, voir Musi (homonymie).
Musi est une ville du Botswana.